# رونالد أوبوس
رونالد أوبوس هو بطل قصة بوليسية خيالية غالبًا ما تُقتبس على أنها قصة حقيقة. روى هذه القصة دون هاربر ميلز، والذي كان في حينها رئيس الأكاديمية الأمريكية لعلوم التشريح الجنائية، في خطابه في مأدبة في 1987. وبعد ذلك، انتشرت القصة عبر شبكة الإنترنت على أنها قصة حقيقية وأصبحت من الأساطير العصرية. ولكن صرح ميلز أنه اخترع هذه القصة القصيرة التوضيحية «من أجل إظهار كيفية اختلاف الأحكام القانونية مع كل حدث في التحقيق في جرائم القتل».

## القصة
تروى القصة عادة كما يلي:
و أثناء سقوطه أصابته رصاصة انطلقت من إحدى نوافذ البناية التي قفز منها، و لم يعلم المنتحر أو من أطلق النار عليه وجود شبكة أمان عند الطابق الثامن، وضعها عمال الصيانة، و كان من الممكن أن تُفشل خطته في الانتحار.
من الفحص تبين أن الطلقة التي أصابته انطلقت من الطابق التاسع. و بالكشف على الشقة تبين أن زوجين من كبار السن يقطنانها منذ سنوات، و قد اشتهرا بين الجيران بكثرة الشجار، و وقت وقوع الحادث كان الزوج يهدد زوجته بإطلاق الرصاص عليها إن لم تصمت، و كان في حال هيجان شديد بحيث ضغط من دون وعي على الزناد، فانطلقت الرصاصة من المسدس، و لكنها لم تصب الزوجة، بل خرجت من النافذة لحظة مرور جسد "رونالد" أمامها فأصابت في رأسه مقتلا!
و حسب القانون المعمول به يكون الرجل العجوز هو القاتل، حيث ان شبكة الأمان كان من الممكن أن تنقذ حياة " رونالد" من محاولته الانتحار!
و عندما وُوجه الرجل العجوز بتهمة القتل غير العمد أصر هو و زوجته على أنهما دائما الشجار، و أفاد العجوز بإنه اعتاد على تهديد زوجته بالقتل، و كان يعتقد دائما أن المسدس خال من أي رصاصات، و أنه كان في ذلك اليوم غاضبا بدرجة كبيرة من زوجته فضغط على الزناد و حدث ما حدث.
بينت التحقيقات تاليا أن أحد أقرباء الزوجين سبق أن شاهد ابن الجاني، أو القاتل، يقوم قبل أسابيع قليلة بحشو المسدس بالرصاص. و تبين أيضا أن زوجة الجاني سبق ان قامت بقطع المساعدة المالية عن ابنهما، و أن هذا الأخير قام بالتآمر على والديه عن طريق حشو المسدس بالرصاص، و هو عالم بما دأب عليه أبوه من عادة تهديد أمه بالقتل عن طريق ذلك المسدس الفارغ، فإن نفذ تهديده مرة واحدة فسيتخلص من أمه و أبيه بضربة (برصاصة) واحدة.

## في الثقافة الشعبية
ظهرت القصة في مسلسلات تلفزيونية وأفلام عديدة منها فيلم ماجنوليا.

## وصلات خارجية
- القصة الأصلية من موقع سنوبس.كوم